# کتاب همشهری
کتاب همشهری مجموعه کتابی است که از هفتم دیماه ۱۳۸۵ خورشیدی هر هفته به صورت ضمیمه رایگان روزنامه همشهری در قطع جیبی توزیع میشود. هدف از اجرای این طرح بالا بردن سرانه مطالعه در کشور است. این کتابها عمدتا دارای مضامینی چون داستان، شعر، طنز، خلاصه رمانهای مشهور جهان و زندگینامه بزرگان هستند.
این حرکت فرهنگی پس از دو سال تداوم پایان یافت.

## منبع
- همشهری آنلاین